# Titularbistum Leontium
Leontium (ital.: Lentini) ist ein Titularbistum der römisch-katholischen Kirche. 
Es geht zurück auf ein ehemaliges Bistum der Stadt Lentini (lateinisch: Leontium) auf Sizilien, das bereits in der Antike bestand.
| Titularbischöfe von Leontium |                 |                                   |                  |                  |
| Nr.                          | Name            | Amt                               | von              | bis              |
| 1                            | Joseph McKinney | Weihbischof in Grand Rapids (USA) | 24. Juli 1968    | 9. Juni 2010     |
| 2                            | Józef Górzyński | Weihbischof in Warschau (Polen)   | 4. November 2013 | 10. Februar 2015 |
| 3                            | Marek Marczak   | Weihbischof in Łódź (Polen)       | 28. Februar 2015 |                  |